# Tropovci
Tropovci este o localitate din comuna Tišina, Slovenia, cu o populație de 488 de locuitori.